# Mostek (Rudawy Janowickie)
Mostek – skały w południowo-zachodniej Polsce, w Sudetach Zachodnich, w Rudawach Janowickich, na Janowickim Grzbiecie.

## Położenie
Mostek jest jedną ze skałek w grupie Czartówka. Ta ostatnia położona jest w Sudetach Zachodnich, w północnej części Rudaw Janowickich, we wschodniej części Janowickiego Grzbietu, tuż pod grzbietem odchodzącym od Świniej Góry na północny zachód, ku Lwiej Górze, w rejonie przełęczy oddzielającej oba wzniesienia, na wysokości ok. 670 m n.p.m..
Obok znajduje się wiele drobnych skałek i bloków, w szerszej okolicy występują: Obła, Mniszek, Diabelski Kościół, Pieklisko, Starościńskie Skały, Strużnickie Skały.

## Charakterystyka
Mostek znajduje się we wschodniej części północnego zgrupowania skał składających się na Czartówkę. W tym samym ciągu, z drugiego końca, znajdują się Okapy. W drugim zgrupowaniu znajdują się: Przewiecha, Ambona, Mur.
Nazwa pochodzi od kształtu skałki. Składa się ona z dwóch pylonów połączonych leżącym poziomo kamiennym blokiem, co nadaje im formę bramy lub mostka.
Skały oraz leżące wokół bloki zbudowane są z granitu karkonoskiego.

## Ochrona przyrody
Skałki znajdują się w Rudawskim Parku Krajobrazowym.

## Turystyka
Niedaleko, za Piekliskiem, biegnie   (niebieski) szlak turystyczny będący fragmentem Europejskiego Szlaku E3 prowadzącego z Trzcińska na Skalnik przez Wołek.